# Distretto di Wosera-Gawi
Il distretto di Wosera-Gawi (in inglese Wosera-Gawi District) è un distretto della Papua Nuova Guinea appartenente alla provincia del Sepik Orientale. Ha una superficie di 9.055 km² e 46.000 abitanti (stima nel 2000)